# Vanadio nativo
Il vanadio nativo è un minerale composto da vanadio appartenente al gruppo del ferro scoperto sul Volcán de Colima, stato di Jalisco in Messico.